# Catharina Kruysveldt-de Mare
Catharina Kruysveldt-de Mare (Amsterdam, 1874 - Bloemendaal, 1956) was van 1905 tot 1956 de eigenaresse van een Amsterdams couturehuis.

## Carrière
Catharina de Mare kwam uit een arbeidersgezin en begon op jonge leeftijd te werken als naaister. Op haar negentiende trouwde ze met passementenmaker Gerard Kruysveldt. Toen het slecht ging met de passementenzaak van haar man nam ze naaiwerk mee naar huis. Zo maakte ze blouses voor Hirsch & Cie. Vanaf 1913 ging Kruysveldt naar Parijs om er ontwerpen voor haar eigen klanten uit te zoeken.
Maison C. Kruysveldt de Mare, zoals het modehuis van Kruysveldt officieel heette, was een "gesloten" modehuis waar klanten alleen op afspraak of introductie naar binnen mochten. Haar klantenkring bestond uit de echtgenotes van rijke zakenlieden en adel. Eerst was haar salon gevestigd in het woonhuis van de familie aan de Spiegelgracht, in 1912 verhuisden ze naar de Prinsengracht en in 1927 naar de Keizersgracht.
Twee keer per jaar gaf Kruysveldt een modeshow waar ze haar keuze uit de Parijse collecties van dat jaar presenteerde. Deze werden gehouden in Amsterdamse hotels zoals het Amstel en het Carlton. Voor haar Nederlandse klanten maakte ze aan de hand van deze modellen licentie kopieën, waarvoor ze de licenties van verschillende Parijse modehuizen moest kopen.
In 1955 begonnen haar kleinzoon en zijn vrouw, die bij haar werkzaam waren, een eigen modehuis en namen veel klanten van Kruysveldt mee. In 1956 ging Maison Kruysveldt failliet. Kort na de sluiting van haar modehuis stierf Catharina Kruysveldt-de Mare.